# 东风-5型洲际弹道导弹
东风-5型洲际弹道导弹（DF-5；北約代號：CSS-4 Mod 2）是中华人民共和国研制的一种两级液体燃料机动型洲际弹道导弹，是中国研制的第一代洲际地对地战略导弹，1980年5月18日全程飞行试验成功，导弹飞行距离9070公里。改进型“东风-5甲”型洲际导弹，在基本型基础上，增加了射程和打击精度。增强型“东风-5乙”，则在改进型“东风-5甲”型的基础上，又增加了分导式弹头功能。最新型“东风-5丙”型，则可携带10枚分导式核弹头，以19倍超高音速再入大气层，并且可做机动变轨躲避反导防御系统，精度大幅提高。
在中国航天运载火箭领域，东风五号派生出一系列重要的中国长征系列运载火箭家族，包括新长征运载火箭之一的长征二号及其派生型号（长征二号系列、长征三号系列、长征四号系列），至今仍是中国航天发射的主力军。

## 歷史
1960年代開始中共中央日趨發覺中蘇交惡的影響讓蘇聯的敵友狀態發生變化，必須加強自身戰略核威攝能力將美蘇同時視為潛在對手，洲际弹道导弹的研發開始提上日程。
1965年3月，七机部提出“八年四弹”规划，计划用八年时间发展“东风五号”洲际导弹在内的四种地地导弹，当月即获得中央专委批复通过。
1966年5月文革开始后，科研人员遭受冲击，如总设计师屠守锷也未能幸免，东风五号研制工作受到严重阻碍。加之东风五号本身即是“八年四弹”中难度最大的型号，以及一分院有限的人力主要集中在东风四号和长征一号的研制工作中，东风五号的方案论证数年未果。
1969年，珍宝岛事件使研制需求更加迫切，各项研制任务加紧上马、缩减流程。为加快研制速度，1970年5月，来自北京的178个相关单位参加由国防科委牵头组织的“705”会战，意图一举攻克难题。然而总设计师屠守锷正被当做“反动学术权威”挨斗，会战缺乏领军人物，只能调来负责东风三号设计工作的王永志和梁思礼担任副总设计师领头，仅在地面设备和电源的范围内进行了技术攻关。
1970年底，东风-5的01批首枚遥测弹开始总装测试，因遭遇大量分系统兼容问题，1971年6月才完成总装。后经周恩来拍板，这枚总装耗时过久的导弹决定继续展开发射准备工作。
1971年9月10日，东风-5首枚遥测弹在东风基地138工位进行首次低弹道试射，一二级按时分离，但二级发动机提前6秒关机，致使导弹未落在目标区域，坠落在新疆阿克苏境内。1972年12月26日17时45分，使用第二枚遥测弹进行第二次低弹道飞行试验，一级发动机点火过程中发生电爆管短路，导弹自动紧急关机，发射中止，此后运回北京更换了发动机。1973年4月，使用第二枚遥测弹进行第三次低弹道飞行试验，发射42秒后，控制系统突然断电，导弹因失稳自毁。
1973年10月，由于原定1972年完成的“八年四弹”规划已无法按期完成，经周恩来批准，东风-5的研制试验计划暂缓。此后，东风-5导弹01批剩余4枚遥测弹改以运载火箭的形式代替原先规划的高弹道试验。1974年9月，以东风-5第三枚遥测弹进行改装的运载火箭——长征二号首箭与尖兵一号卫星运抵东风基地开始测试，1974年11月5日17时40分，这枚长征二号试验发射，升空20秒后因姿态失稳自毁。随后，以剩下的3枚东风-5导弹改造的长征二号进行了一系列改进，后续发射皆取得成功。长征二号作为新长征系列运载火箭之一，成为中国太空计划的基础。东风-5由此成为多种长征系列运载火箭的鼻祖，其最大共同特征便是同样使用3.35米直径的箭体。
在从长征二号的研发改进经历中汲取经验教训后，02批次东风-5导弹进行了10项重大改进，内部近乎全部重新设计，不仅解决了不稳定的技术状态，还通过改变发动机关机方式和给箭体减重的方式，将东风-5的理论射程提升到10000公里，使其从远程导弹升级为洲际导弹。02批共生产10枚，8枚用于特殊弹道飞行试验，2枚用于全程飞行试验。1978年10月至1979年，02批东风-5投入低弹道和高弹道飞行试验，6次试验检验了导弹精度、再入大气层和突防情况，全部取得成功。
1980年5月9日，新华社受权向全世界宣布中国将进行“海上发射运载火箭”试验，北京时间5月12日至6月10日，择机向位于南太平洋的以南纬7度0分，东经172度33分（7°0′0″S 172°33′0″E / 7.00000°S 172.55000°E）为中心半径70海里的圆形海域发射运载火箭，试验代号“580”。5月18日10时0分23秒，东风-5导弹02批07发遥测弹以“远程运载火箭”名义，顺利从东风基地138工位点火发射，约30分钟后，数据回收舱在南太平洋预定海域的公海上溅落，并随即被海军舰队回收。这次全程飞行试验行程9070公里，落点靶区为2公里正方形区域，实际偏差仅为250米。5月21日11时19分32秒，从东风基地5020工位又发射了一枚东风-5导弹，代号580-乙弹。因控制系统问题，二级发动机提前6.4秒关机，这枚导弹未能到达预定海域（偏近约1400千米）。580-乙弹是由062基地总装测试的。尽管两次全程飞行试验一成一败，但是东风-5的研制工作仍然宣告成功，这比原计划晚了8年。
1981年後，东风-5基本型服役。东风-5的戰略意義在於是中國第一種能攻擊美國的核武。中华人民共和国成立35周年時的1984年10月第一個东风-5打擊旅成軍，第803旅位於湖南省的深山。最初计划以发射井部署，并少量构筑了发射井。后因近200吨的弹体过大且为热发射，抗核加固的发射井造价将会超过导弹本身造价，且经济上不允许形成类似苏美的数百座规模，最终仅少量采用了同为使用液体燃料的150吨级美国Titan II（热发射）和200吨级苏联SS 9/18（冷发射）的发射井部署方式，承担第一次核打击任务；大部分以隧道贮藏，在核战时推出隧道，于土地发射场起竖及加注燃料后发射，反应速度较慢，发射准备时间1-3小时，作为对美苏的第二次核打击威胁。直至使用固体燃料，反应时间更短的东风-31成军、东风-41完成研制后，发射井式及土地发射场发射式的东风5B之间的空缺终于得到弥补。
1990年，由于东风-31还不能在短期内服役，代号为东风-5甲的改进型方案提上日程。经过李旭阁将军的艰难游说后，东风-5甲终于获得数千万元研制经费，项目上马研究。东风-5甲通过对发动机燃料加注方式的改进和对弹头再入大气层防热问题的处理，将射程提高到了13000公里以上，具备使用诱饵突破反导系统的能力。经过两次高低弹道试射，东风-5甲在1990年代中期服役。
东风-5甲研制时未考虑装备分导式多弹头。其后与其师出同源的长征二号丙运载火箭实现“一箭多星”发射技术，东风-5甲亦获得分导多弹头的改进，即东风-5乙。2006年6月，东风-5乙首次试射成功。其后东风-5基本型也换装分导式多弹头。
1995年中国媒体报道用于中国战略导弹的地底长城计划，最后在10年之后完成了河北省和山西省之间的太行山隧道網，大量东风-5能在其中儲存或機動，並從預置的洞口推出後發射或直連隧道的許多發射井發射，地底长城计划某種程度上解決了液態燃料飛彈生存率低的問題，因為液態飛彈發射前有漫長準備工作和燃料加注的冒煙，若是露天狀況下進行極易被他國衛星發現後先制攻擊。然而，若導彈的移動和發射準備都在巨大的山中洞穴進行，則不易被發現攻擊意圖。

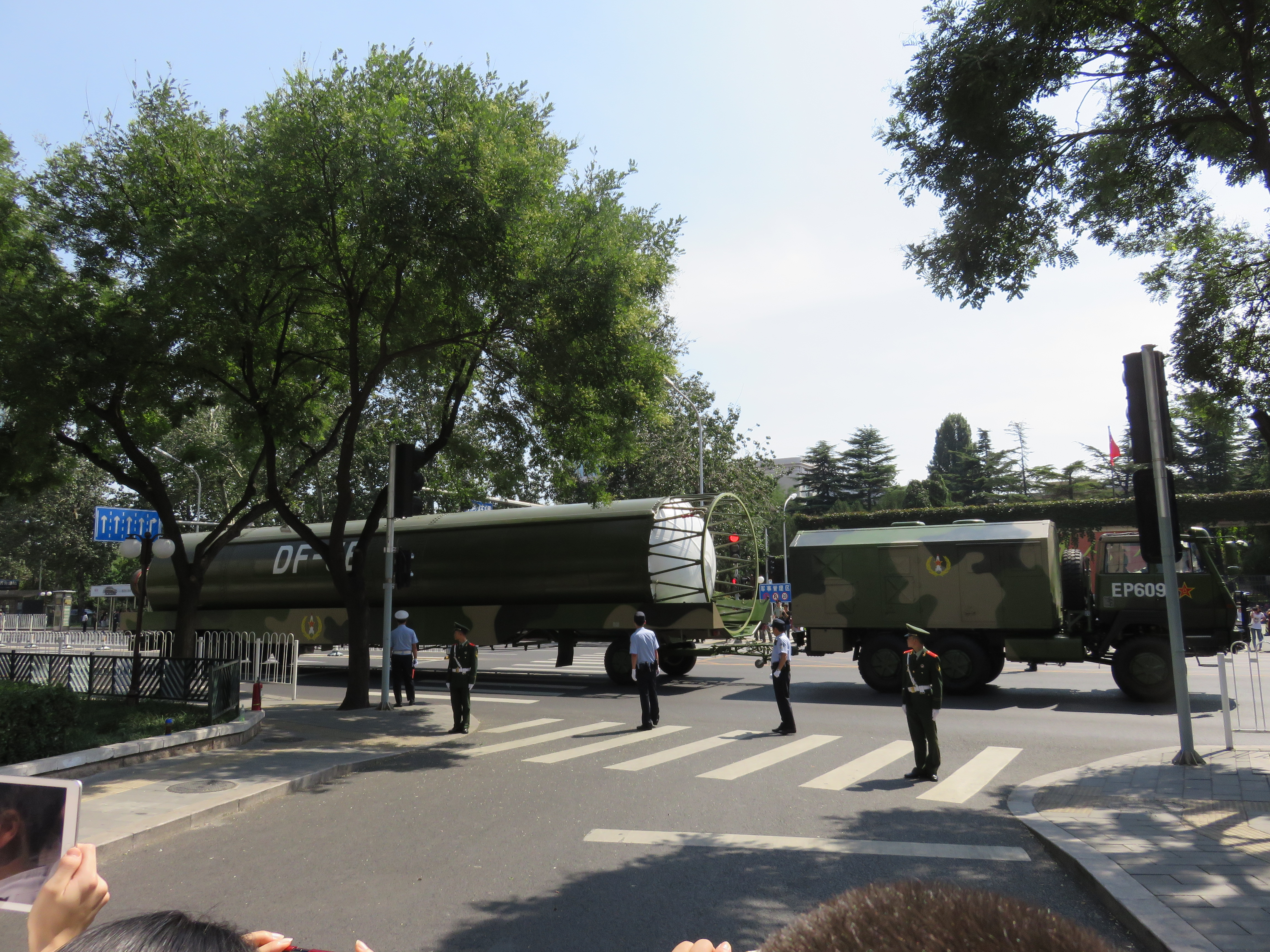
东风-5乙型後段燃料倉

2000年左右，第二炮兵已知的三个旅（801旅、803旅、814旅）已经全換裝改进型的东风-5甲。
2015年8月11日美国《华盛顿自由灯塔》网站报道，中国在8月5日试射一枚“东风-5甲”型洲际弹道导弹，同日还试射了一枚最新型的东风-41型洲际弹道导弹。
2015年9月3日的“纪念抗战胜利70周年”阅兵式中，“东风-5乙”型洲际导弹亮相，解说员的播报中提到此型号具有“分导式弹头”功能。
2015年9月29日，国内军事媒体报道：二炮部队成功夜间试射一枚“东风-5乙”型洲际弹道导弹。
2017年1月，中国进行了一次洲际导弹试射，测试了新的东风-5丙型导弹，这枚导弹携带了10个分导式弹头。

## 改進
在新一代导弹全面部署之前，“东风-5”仍然要支撑起核威慑的重任，因此对“东风-5”导弹的改进工作一直持续进行。为了面向新的要求，“东风-5甲”(DF-5A)改进型洲际弹道导弹应运而生。相对于“东风-5”原型，“东风-5甲”主要改进的是发动机性能和打击精度，弹头也有所改进。“东风-5甲”的射程应明显大于12000千米，根据载荷分配的不同，射程在13000～15000千米之间，真正实现了全球覆盖的能力。在“东风-5甲”取得明显进步之后，“东风-5”的发展并没有停止脚步。
分导式多弹头可以显著提升导弹的突防能力，在导弹防御系统不断发展的今天，越来越坚固的盾牌需要越来越锐利的长矛予以制衡。由于“东风-5甲”是较为成熟、内部空间最大的洲际导弹，因而选择其为平台发展出携带分导式多弹头的型号应当是明智之举。在“东风-5甲”基础上又研制出了可携带分导式多弹头的洲际弹道导弹“东风-5乙”(DF-5B)。“东风-5乙”的弹体基本与“东风-5甲”相同，国外根据“东风-5”的载荷推算大约能够携带4～6枚分导式弹头，也有个别媒体推测能够携带9枚弹头。2006年，可携带分导式多弹头的“东风-5乙”导弹试射成功，并在不久后投入现役。
2017年1月31日 ，美国《自由灯塔报》记者比尔·格茨的文章称，两名熟悉情况的五角大楼官员分别证实，本月早些时候中国进行了一次东风-5丙型导弹试验，试验中导弹携带了10个分导式再入飞行器，即MIRV（分导式弹头），美国情报部门对此次试验密切关注
根据俄罗斯战略火箭军的分析专家推测，东风-5丙导弹具备运载单个当量达数百万吨级核弹头，最远射程可达14000公里，在携带10个当量在15-30万吨TNT的小型化核弹头时，射程也可达9000公里，并可供单个弹头在200公里的半径内自由选择目标，分导多弹头CEP（圆概率误差）仅50米。